# KNM Uthaug (1990)
Pour les autres navires du même nom, voir KNM Uthaug.
Le KNM Uthaug (numéro de coque S304) est un sous-marin de classe Ula de la marine royale norvégienne.

## Fabrication
Le navire a été commandé le 30 septembre 1982 à Thyssen Nordseewerke à Emden, où la quille a été posée le 15 juin 1989. Il a été lancé le 18 octobre 1990 et achevé le 7 mai 1991.

## Service
Le KNM Uthaug fait partie des six sous-marins à propulsion conventionnelle dont dispose la Norvège. Cette petite flotte est chargée d'assurer la défense du flanc nord de l'OTAN contre une attaque éventuelle de la puissante marine russe.